# Зберково
Зберково (пол. Zbierkowo) — село в Польщі, у гміні Победзиська Познанського повіту Великопольського воєводства.
Населення — 119 осіб (2011).
У 1975-1998 роках село належало до Познанського воєводства.

## Демографія
Демографічна структура станом на 31 березня 2011 року:
|          | Загалом | Допрацездатний вік | Працездатний вік | Постпрацездатний вік |
| -------- | ------- | ------------------ | ---------------- | -------------------- |
| Чоловіки | 62      | 10                 | 48               | 4                    |
| Жінки    | 57      | 14                 | 35               | 8                    |
| Разом    | 119     | 24                 | 83               | 12                   |